# Theodore Roszak (historicus)

Theodore Roszak

Theodore Roszak (Chicago, 15 november 1933 – Berkeley, 5 juli 2011) was een Amerikaans historicus en emeritus hoogleraar aan de California State University - East Bay. Hij is het meest bekend geworden door zijn boek
The making of a counter culture (1968).

## Leven
Roszak haalde zijn B.A. aan de UCLA en een Ph.D. in geschiedenis aan Princeton University. Hij was docent aan de Stanford University, de University of British Columbia, en de San Francisco State University en vervolgens aan CalState in Hayward. Tijdens de jaren zestig woonde hij in Londen, waar hij vanaf 1964 hoofdredacteur was van de pacifistische krant Peace News, als opvolger van Hugh Brock.
Roszak was 55 jaar gehuwd met Betty Roszak. Het paar had een dochter. Hij overleed op 77-jarige leeftijd in zijn huis te Berkeley, Californië.

## Werk
Roszak werd eind jaren zestig bekend door de publicatie van The making of a counter culture (1968). Dit boek beschrijft en verklaart het ontstaan van de tegencultuur, die tijdens de jaren zestig opkwam in Noord-Amerika en West-Europa. Het verscheen in Nederland in 1971 onder de titel Opkomst van een tegencultuur.
Andere boeken van zijn hand zijn: The cult of information (1986), The gendered atom (1999) en Longevity revolution (2001). Met zijn echtgenote Betty Roszak schreef hij een boek over feminisme onder de titel Masculine/Feminine (1969). Verschillende van zijn boeken zijn in het Nederlands vertaald.
Naast zijn wetenschappelijke werk schreef Roszak romans, waaronder het cultboek Flicker (1991) over de "geheime geschiedenis" van de film, en Memoirs of Elizabeth Frankenstein (1995). Zijn laatste roman is The Devil and Daniel Silverman (2003).

## Prijzen en eerbewijzen
- New York Open Center in 1999 voor zijn "vooruitziende blik en invloedrijke analyse van de Amerikaanse cultuur"
- Guggenheim Fellowship in 1971[3]
- tweemaal genomineerd voor de National Book Award, waarvan eenmaal in 1970 voor The making of a counter culture[1]
- James Tiptree, Jr. Award 1995, voor The Memoirs of Elizabeth Frankenstein[4]

### Non-fictie
- The dissenting academy (1968)
- The making of a counter culture : reflections on the technocratic society and its youthful opposition (1969)
- Masculine / feminine : readings in sexual mythology and the liberation of women (1969)
- Where the wasteland ends : politics and transcendence in postindustrial society (1972)
- Sources (1972)
- Unfinished animal : the aquarian frontier and the evolution of consciousness (1975)
- Person/planet : the creative disintegration of industrial society (1979)
- From Satori to Silicon Valley : San Francisco and the American counterculture (1986)
- The cult of information : the folklore of computers and the true art of thinking (1986)
- Fool's cycle/full cycle : reflections on the great trumps of the tarot (1988) ISBN 0-931191-07-6.
- The voice of the earth (1992) ISBN 9781890482800
- America the wise : the longevity revolution and the true wealth of nations (1998)
- The gendered atom : reflections on the sexual psychology of science (1999) ISBN 9781870098915
- Ecopsychology : restoring the earth, healing the mind (1995) (met Mary Gomes en Alan Kanner) ISBN 0-87156-406-8
- Longevity revolution : as boomers become elders (2001) ISBN 9781893163508
- World, beware! : American triumphalism in an age of terror (2006) ISBN 1-897071-02-7
- The making of an elder culture : reflections on the future of America's most audacious generation.  (2009) ISBN 978-0865716612

### Fictie
- Pontifex (1974)
- Bugs (1981) ISBN 9780595297634
- Dreamwatcher (1985) ISBN 9780595297641
- Flicker (1991) ISBN 9781556525773
- The Memoirs of Elizabeth Frankenstein (1995) ISBN 9780679437321
- The Devil and Daniel Silverman (2003) ISBN 9780967952079

### Nederlandse vertalingen
Verschillende boeken van Roszak zijn vertaald in het Nederlands:
- Opkomst van een tegencultuur : bespiegelingen over de technocratische maatschappij en haar jeugdige bestrijders (1971) ISBN 90-290-0042-2 (vertaling van The Making of a Counter Culture)
- Het einde van niemandsland : Politiek en transcendentie in de postindustriële samenleving (1974) (vertaling van Where the wasteland ends)
- Onvoltooid dier : het aquariaanse voorland en de evolutie van het bewustzijn (1978) ISBN 90-290-0675-7 (vertaling van Unfinished Animal)
- Persoon en planeet : de creatieve desintegratie van de industriële samenleving (1980) ISBN 90-290-1302-8 (vertaling van Person/Planet)
- De informatiecultus : computerfolklore en de kunst van het denken (1986) ISBN 90-290-9696-9 (vertaling van The Cult of Information)